# Heinrich Schiff
Heinrich Schiff (ur. 18 listopada 1951 w Gmunden, zm. 23 grudnia 2016 w Wiedniu) – austriacki wiolonczelista i dyrygent.
W latach 1990–1996 był dyrektorem artystycznym Northern Sinfonia, później prowadził Sjællands Symfoniorkester oraz Orchester Musikkollegium Winterthur, a w 2004 roku objął prowadzenie Wiener Kammerorchester.
W 1971 roku, kiedy Mstisław Rostropowicz nie otrzymywał pozwolenia na wyjazd z ZSRR, Witold Lutosławski powierzył mu wykonania swojego nowego Koncertu wiolonczelowego. W 1973 roku Schiff jako pierwszy wykonał go w Polsce, podczas festiwalu Warszawska Jesień, zdobywając tą interpretacją nagrodę krytyków „Orfeusz”.